# Anderson Farias
Anderson Farias Ferreira (São Paulo, 13 de março de 1975) é um gestor público e político brasileiro filiado ao Partido Social Democrático. Foi vice-prefeito, Secretário Municipal e é o atual prefeito de São José dos Campos, tendo assumido o cargo após a renúncia de Felício Ramuth para concorrer ao governo de São Paulo em 2022 e sido reeleito na eleição municipal de 2024.

## Carreira política

### Secretário Municipal de Transportes de São José dos Campos
No segundo mandato do então prefeito Eduardo Cury (PSDB), iniciado em 2009, foi nomeado como Secretário Municipal de Transportes de São José dos Campos, ficando responsável pela gerência do transporte coletivo na cidade bem como sobre as concessões das empresas de transporte.

### Secretário Municipal de Governança de São José dos Campos
Em dezembro de 2016 foi anunciado como novo Secretário Municipal de Governança pelo prefeito eleito Felício Ramuth (PSDB) cargo que exerceu até junho de 2020 quando foi obrigado a se descompatibilizar das funções públicas para concorrer ao cargo de vice-prefeito. Em 2021 reassumiu a mesma função já como vice-prefeito, até abril de 2022 quando tornou-se efetivamente prefeito do município.
Durante sua passagem pelo cargo esteve responsável pelas compras, editais de licitação da prefeitura além de auditoria geral dos contratos e pela manutenção do programa "Prefeitura Mais Perto" cujo objetivo é facilitar e desburocratizar o acesso da população aos serviços públicos municipais.

### Vice-prefeito de São José dos Campos
Na eleição municipal de 2020 foi eleito vice-prefeito de São José dos Campos pelo PSDB, na chapa encabeçada por seu correligionário e então prefeito Felício Ramuth, que tentava a reeleição. Anderson e Felício foram eleitos com 204.800 votos, que representaram 58,21% dos votos válidos da eleição.
Em 18 de janeiro de 2022 deixou o PSDB e filiou-se ao PSD junto à Felício, a convite do ex-prefeito de São Paulo e presidente nacional do partido, Gilberto Kassab.
No dia 1.º de abril do mesmo ano tomou posse no cargo de prefeito de São José dos Campos em função da renúncia do titular Felício Ramuth para concorrer ao governo do estado.

### Prefeito de São José dos Campos
Concorreu à reeleição na eleição municipal de 2024, tendo o Coronel Wilker Lopes, do Movimento Democrático Brasileiro como seu candidato à vice-prefeito, tendo alcançado a vitória em segundo turno, com 196.462 votos, que representaram 58,26% dos votos válidos.
Tomou posse no cargo de prefeito, junto ao vice e aos 21 vereadores eleitos no município em 1.º de janeiro de 2025 em solenidade na Câmara Municipal.

## Desempenho eleitoral
| Ano  | Eleição                          | Cargo         | Partido | Partido | Coligação                                                                                | Vice/Titular                   | Votos para Anderson | Votos para Anderson | Votos para Anderson | Votos para Anderson | Resultado     | Ref   |
| Ano  | Eleição                          | Cargo         | Partido | Partido | Coligação                                                                                | Vice/Titular                   | T.                  | Total               | %                   | P.                  | Resultado     | Ref   |
| ---- | -------------------------------- | ------------- | ------- | ------- | ---------------------------------------------------------------------------------------- | ------------------------------ | ------------------- | ------------------- | ------------------- | ------------------- | ------------- | ----- |
| 2020 | Municipal de São José dos Campos | Vice-prefeito |         | PSDB    | São José na Direção Certa (PSDB, MDB, PP, DEM, PTB, Cidadania, Solidariedade, PSC, PRTB) | Titular: Felício Ramuth (PSDB) | 1.º                 | 221.410             | 60,98%              | 1.º                 | Eleito        | [ 5 ] |
| 2024 | Municipal de São José dos Campos | Prefeito      |         | PSD     | São José do Jeito Certo (PSD, MDB, PP, Republicanos, PODE, Solidariedade e PRD)          | Vice: Wilker Lopes (MDB)       | 1.º                 | 145.061             | 39,66%              | 1.º                 | Segundo Turno | [ 9 ] |
| 2024 | Municipal de São José dos Campos | Prefeito      | 2.º     | PSD     | São José do Jeito Certo (PSD, MDB, PP, Republicanos, PODE, Solidariedade e PRD)          | Vice: Wilker Lopes (MDB)       | 196.462             | 58,26%              | 1.º                 | Eleito              | [ 2 ]         |       |